# Gorges de la Vésubie et du Var - mont Vial - mont Férion
Gorges de la Vésubie et du Var - mont Vial - mont Férion este o arie protejată (sit de importanță comunitară — SCI) din Franța întinsă pe o suprafață de 2.090 ha, integral pe uscat.

## Localizare
Centrul sitului Gorges de la Vésubie et du Var - mont Vial - mont Férion este situat la coordonatele 43°54′11″N 7°08′33″E / 43.90306°N 7.1425°E.

## Înființare
Situl Gorges de la Vésubie et du Var - mont Vial - mont Férion a fost declarat arie specială de conservare în baza directivei 92/43 din 1992 referitoare la conservarea habitatelor naturale și a faunei și florei sălbatice pentru a proteja 4 specii de plante și 18 specii de animale.

## Biodiversitate
Situată în ecoregiunea mediteraneană, aria protejată conține 16 habitate naturale: Galerii de Salix alba și de Populus alba, Pante stâncoase calcaroase cu vegetație casmofită, Matorral arborescenți cu Juniperus spp., Pseudostepă cu ierburi și specii anuale de Thero-Brachypodietea, Râuri mediteraneene cu debit permanent cu specii de Paspalo-Agrostidion și galerii riverane de Salix și de Populus alba, Grohotișuri termofile și vest-mediteraneene, Păduri de Quercus ilex și Quercus rotundifolia, Păduri aluvionare cu Alnus glutinosa și Fraxinus excelsior (Alno-Padion, Alnion incanae, Salicion albae), Păduri pe pante, grohotișuri și ravene de Tilio-Acerion, Râuri de munte și vegetația erbacee de pe malurile acestora, Râuri de munte și vegetația lor lemnoasă cu Salix elaeagnos, Pajiști carstice calcaroase sau bazofile, de Alysso-Sedion albi, Pajiști uscate seminaturale și facies de acoperire cu tufișuri pe substraturi calcaroase (Festuco-Brometalia) (* situri importante pentru orhidee), Liziere de ierburi înalte hidrofile de câmpie și de nivel montan până la alpin, Izvoare petrifiante cu formare de travertin (Cratoneurion), Peșteri inaccesibile publicului.
La baza desemnării sitului se află mai multe specii protejate:
- plante (4): Aquilegia bertolonii, Buxbaumia viridis, Gentiana ligustica, Orthotrichum rogeri
- amfibieni (1): Speleomantes strinatii
- mamifere (8): liliac cârn (Barbastella barbastellus), lupul (Canis lupus), liliac cu aripi lungi (Miniopterus schreibersii), liliac cu urechi mari (Myotis bechsteinii), liliac cu picioare lungi (Myotis capaccinii), liliac cărămiziu (Myotis emarginatus), liliacul mare cu potcoavă (Rhinolophus ferrumequinum), liliacul mic cu potcoavă (Rhinolophus hipposideros)
- nevertebrate (6): Austropotamobius pallipes, croitorul mare al stejarului (Cerambyx cerdo), fluturele de noapte (Eriogaster catax), fluturele auriu (Euphydryas aurinia), Euplagia quadripunctaria, rădașcă (Lucanus cervus)
- pești (3): Barbus meridionalis, zglăvoacă (Cottus gobio), clean dungat (Telestes souffia)